# دریسا دیاراسوبا
دریسا دیاراسوبا (به انگلیسی: Drissa Diarrassouba) یک بازیکن فوتبال اهل ساحل عاج است که در پست هافبک برای باشگاه فوتبال پدیده خراسان در لیگ برتر فوتبال خلیج فارس بازی می‌کند.